# Katell Quillévéré
Katell Quillévéré (Abidjan, 30 de janeiro de 1980) é uma cineasta e roteirista francesa.